# Thomas Bouvier
Pour les articles homonymes, voir Bouvier.
Thomas Bouvier, né en 1962 à Genève, spécialiste en informatique musicale, écrivain et chef de chœur. Il est le fils de l'écrivain Nicolas Bouvier dont il a mis en scène, avec Patrick Mohrt, les poèmes : Le Dehors et le dedans. Son premier roman Demoiselle Ogata fut un coup de maître qui lui valut le Prix Rambert

## Œuvres
- Demoiselle Ogata, éditions Zoé, 2002
- Muscheln und Blumen, Zurich, Ammann, 2003
- Ombre ovale, éd. Regards du Monde, 2005
- Le livre du visage aimé, éditions Zoé, 2012

## Récompenses
- 2003 Prix Régis de Courten
- 2003 Bourse culturelle Leenaards
- 2004 Prix Rambert pour Demoiselle Ogata, Zoé, 2002